# زین‌الدین آمدی
زین‌الدین آمدی مهندس و لغوی و فقیه حنبلی (متوفای سال ۷۱۲ هجری) نخستین کسی است که حروف برجسته‌ی مخصوص نابینایان را ابداع نمود. زین‌الدین امدی به آمد منسوب است، هر چند خود در بغداد زندگی می‌کرد.
آمدی در کودکی نابینا شد و با این حال نزد شیوخ بغداد فقه و لغت آموخت و همچنین با «علم الحیل» (علم مکانیک) آشنا شد. او که از علمای بزرگ مذهب حنبلی است علاوه بر عربی زبان‌های فارسی و رومی و ترکی و مغولی را نیز به خوبی می‌دانست.
از آنجایی که امدی کتابفروش بود برای آنکه در قیمت کتاب‌ها اشتباه نکند حروفی را به صورت برجسته بر اساس حساب ابجدی بر روی کتاب‌ها می‌چسباند. وی روش خود را در کتابش (به عربی: «نَكْت الهِمْيان في نُكَت العميان») توضیح داده است.
از آمدی تألیفات بسیاری در لغت و فقه و دیگر علوم به جای مانده است. او از علما و اساتید مدرسه‌ی مشهور المستنصریه بغداد بود.

## شخصیت و محل زندگی
علی بن احمد فرزند یوسف بن الخضر، مشهور علامه شیخ زین‌الدین مکنی به ابو حسن و ملقب به حنبلی آمدی است. اغلب او را زین‌الدین آمدی یا شیخ زین‌الدین آمدی می‌خوانند.
او اوایل عمرش کاملاً نابینا شد و به تعبیر خواب، کتاب فروشی و نیز تدریس، تحقیق و تألیف اشتغال داشت. او را به اوصافی چون پیری خوش منظر، با هیبت، صالح، موثق و بسیار راستگو (صدوق) توصیف کرده‌اند: به طوری که بین مردم، معتبر و مقبول بود. تبحرش در تعبیر خواب همه را شگفت زده می‌کرد با اینکه کاملاً نابینا بود. او در «آمد» به دنیا آمد و در آنجا سکونت داشت.
صلاح‌الدین خلیل بن ایبک صفدی (درگذشت ۷۶۷ق) رئیس دیوان انشاء در حکومت مملوکیان مصر در شهرهای قاهره و دمشق بود. از این‌رو اطلاعات وسیعی از اقشار مردم داشت. اطلاعاتش از نابینایان را در کتاب (به عربی: نکت الهمیان فی نکت الهمیان) تدوین کرد. این کتاب بانک اطلاعات نابینایان تا حدود سال ۷۶۵ ق است و شامل اطلاعات مهمی است که در منابع دیگر یافت نمی‌شود. سید علی طباطبایی فرزند سید عبدالعزیز طباطبایی از نوابغ و مشاهیر و از کتاب شناسان مشهور و شاگرد آقا بزرگ تهرانی می‌گوید: پدرم به کتاب (به عربی: نکت الهمیان) علاقه ویژه داشت و این اثر را مهم و قابل اعتنا می‌دانست.

## حکایات مردمی
حکایت‌های عجیبی از او نقل شده‌است: از جمله اینکه یکی از یارانش به او چیزی به نام «نصفیه» اهدا کرد. اما از خانه‌اش دزدیده شد. زان پس، استادش «امام مجدالدین عبدالصمد ابن احمد بن ابی الجیش المقری» که استاد قرائت در بغداد بود را در خواب دید که به او گفت: «نصفیه» ات را فلان شخص برده و نزد فلانی ودیعت نهاده است. برو و از او بگیر! هنگامی که از خواب بیدار شد به خود گفت: «شیخ مجدالدین» در دوران زندگیش بسیار راستگو بود، پس باید پس از وفاتش نیز چنین باشد.
سپس «شیخ زین‌الدین» به سمت خانه مردی رفت که «شیخ مجدالدین» در خواب گفته بود. دق الباب کرد. مرد بیرون آمد. شیخ به او گفت: آن نصفیه‌ای که فلان شخص نزد تو ودیعه گذاشته را به من بده. گفت: باشد و داخل خانه شد و آن را آورد و به او داد. شیخ آن را گرفت و چیزی نگفت. سپس وقتی سارق نزد آن مرد رفت و نصفیه را طلب کرد. آن مرد گفت: «شیخ زین‌الدین آمدی» آمد و از قول شما، آن را طلبید، من هم به او دادم. سارق مات و مبهوت شد و همین‌طور متحیر ایستاد. البته شیخ هم او را تنبیه و سرزنش و مؤاخذه نکرد.
دیگر حکایت، این که گفت: در خواب دیدم، گویا شخصی به من مرغ بریان اطعام می‌کرد. کمی از آن خوردم و سپس بیدار شدم. ناگاه دیدم بقیه آن در دستانم است! البته این دو واقعه بین مردم آمد مشهور است. 

## ملاقات با غازان خان
هنگامی که «غازان خان» پسر ارغوان شاه پسر هلاکو پسر چنگیزخان، در سال ۶۹۵ق وارد بغداد شد و نسبت به شخصیت «شیخ زین‌الدین آمدی» آگاهی یافت و با خبر شد، گفت: خوب است او را به مدرسه مستنصریه دعوت کنیم و با او نشستی داشته باشیم. وقتی «غازان خان» وارد مدرسه مستنصریه شد، مردم جمع شدند. اشراف و بزرگان بغداد اعم از قضات، فرهیختگان و مقامات کشوری و لشکری هم برای دیدار غازان خان آمده بودند. نیز «شیخ زین‌الدین آمدی» هم در میان مردم بود. غازان خان دستور داد، شیخ زین‌الدین آمدی امتحان شود. به این صورت که امیران یکی پس از دیگری وارد مدرسه شوند و هر یک به گونه‌ای بر شیخ وارد شود و سلام گوید، شیخ باید از بین همه واردشوندگان سلطان را تشخیص می‌داد.
پس هر وقت، امیری وارد می‌شد، پس از احترام و تکریم خان، او را نزد زین‌الدین می‌بردند تا بر او سلام دهد. شیخ نیز به واردشوندگان، بدون هیچ حرکت و خوشامد گویی پاسخ سلام می‌داد. اما نوبت به «غازان خان» رسید و او بدون همراهی کسی از امیرانش، بر شیخ وارد شد، سلام گفت و با او دست داد. هنگامی که دستش را در دست شیخ نهاد، شیخ بلند شد و دستش را بوسید و تعظیم کرد و خوشامد گفت. آنگاه با زبان‌های مغولی، ترکی، فارسی، رومی و عربی او را با صدای بلند بسیار دعا کرد تا مردم متوجه شوند. زیرا شیخ زین‌الدین چندین زبان می‌دانست.
«غازان خان» با وجود کوری شیخ، از فطانت و ذکاوت و تیزفهمی و معرفت او، بسیار شگفت زده شد. همان لحظه خلعتی بدو داد و صله‌ای به او بخشید و حقوق ماهیانه‌ای به اندازه سیصد درهم برایش مقرر کرد. از آن پس «شیخ» نزد غازان خان و امیران و وزرا و خانواده‌ها و همسران آن‌ها، بسیار مورد عنایت بود.

## فعالیت‌های فرهنگی
از تصنیفات او می‌توان از آثاری مثل (به عربی: جواهر التبصیر فی علم التعبیر)، حواشی و تعلیقه‌های بسیاری در فقه و خلاف نام برد. جماعتی از آن‌ها بهره برده‌اند. آثارش همواره مورد استفاده مردم بوده‌است. از این‌رو با اینکه نابینا بود، آثار سودمند و مطلوبی برای مردم تألیف کرد.
فعالیت دیگرش، کتاب فروشی بود. کتاب‌های بسیاری داشت. هرگاه کتابی از او می‌خواستند و می‌دانست، آن کتاب را دارد، به مخزن کتبش می‌رفت و کتاب را به گونه‌ای از بین دیگر کتب بیرون می‌آورد که گویی همین الآن آن را آنجا گذاشته است. اگر کتابی چندین جلد داشت و جلد مثلاً اول یا دوم یا سوم از او خواسته می‌شد، عیناً همان جلد را می‌آورد.
چون کتاب‌های بسیار خود را طبقه‌بندی کرده بود و هر طبقه را از طریق علائم برجسته پیدا می‌کرد، سپس کتاب مربوطه را در رده مربوطه به سرعت می‌یافت و عرضه می‌کرد. به رغم نابینایی ولی از روش‌های علمی و به روز استفاده می‌کرد.
وی کتاب یا جزوه را، اول لمس می‌کرد سپس می‌گفت: این کتاب یا جزوه چنین و چنان است. از طریق لمس کتب مشخصات آن‌ها را بیان می‌کرد.
همچنین هرگاه دستش را روی صفحه ای حرکت می‌داد، تعداد سطرهای آن را تشخیص می‌داد و می‌گفت چند سطر دارد. اندازه قلم استفاده شده، جاهایی که حاشیه داشت، رنگ مرکب استفاده شده و نیز قیمت همه کتاب‌هایش را با لمس کردن می‌توانست بدون اشتباه و خطا بیان کند. این نشان‌دهنده قدرت لامسه قوی او بود. بعضی نابینایان با تمرین لامسه و تربیت این حس، آن را تقویت کرده، به طوری که دقت آن را بالا برده و خطای آن را کاهش می‌دادند. امروزه هم روش‌های تربیت و تقویت لامسه هست.

## خط برجسته
صفدی دربارهٔ استفاده شیخ زین‌الدین آمدی از خط برجسته (بریل) می‌نویسد: هر وقت کتاب جدیدی می‌خرید. با لوله کردن کاغذ و ساختن حروف، حروف را کنار هم می‌گذاشت و کلمه می‌ساخت و به این روش قیمت و مشخصات کتاب را روی آن می‌نوشت. البته هر قطعه حرف ظریف و کوچک بود تا فضای زیاد اشغال نکند. نیز روی حروف برجسته کاغذی قرار می‌داد تا ماندگاری آن را زیاد کند. امروزه حروف و شماره‌های برجسته را در محل تردد نابینایان مثل آسانسورها، کلید برق و غیره استفاده می‌کنند. برای نشان دادن، شماره طبقات یک ساختمان، از شماره‌های برجسته استفاده می‌کنند. گزارش صفدی اینگونه است: وقتی شیخ زین‌الدین کتابی را به قیمت مشخصی می‌خرید، یک تکه کاغذ کوچک بر می‌داشت و آن را با ظرافت لوله می‌کرد و با آن یک یا چند حرف ابجد درست می‌کرد که میزان بهای کتاب را به حساب حروف، بیان می‌کرد سپس آن را در بخش پایانی داخل جلد کتاب می‌چسباند و یک کاغذ به اندازه آن روی آن می‌چسباند تا ظاهر و برجسته شود و ماندگاری آن بیشتر گردد پس اگر قیمت کتابی از کتاب‌هایش از ذهنش می‌رفت، جایی را که در آن کتاب علامت گذاشته بود با دستش لمس می‌کرد و قیمت آن را از برجستگی عدد چسبانده شده می‌فهمید.

## متن اصلی گزارش صفدی
(به عربی: اذا اشتری’ کتاباً بشئ معلوم اخذ قطعه ورقه خفیه و فتل منها فتیله لطیفه وصنعها حرفاً او اکثر من حروف الهجاء لعدد ثمن الکتاب بحساب الجمل ثم یلصق ذلک علی طرف جلد الکتاب من داخل و یلصق فوقه ورقه بقدره لنتأبدّ. فاذا شذّ عن ذهنه کمیه ثمن کتاب ما من کتبه مسّ الموضع الذی عَلّمه فی ذلک الکتاب بیده فیعرف ثمنه من تنبیت العدد الملصق فیه.) 

سرانجام: وی همواره سرگرم کار و تلاش بود و علاقه در وی موج می‌زد. در سایر امور و حرکاتش نیز از متانت و وقار کامل برخوردار بود.
مردم، دولتمردان و رؤسا به خاطر خیرخواهی و فضل و ورع و پاکدامنی و مروتش، به او اقبالی عظیم نشان می‌دادند. وی کمی پس از سال هفتصد و دوازده قمری دار فانی را وداع گفت.چنین نابینایانی با تلاش و کوشش توانسته‌اند نام نیک در تاریخ به یادگار بگذارند. با قناعت زندگی کرده و با تلاش به شغل سختی مثل کتاب‌فروشی می‌پرداختند تا دستشان پیش دیگران دراز نباشد و با آبرومندی و وقار زندگی کنند.

شیخ زین‌الدین با کاغذ، حروف و شماره‌های برجسته می‌ساخت و با کنار هم گذاشتن آن‌ها اعداد چند رقمی و کلمه تشکیل می‌داد. آن‌گاه با لمس آن‌ها می‌توانست مطالبی را قرائت کند. اما بریل برای هر حرف نماد نقطه‌ای ولی برجسته ساخت. شش نقطه در ابعاد مستطیل انتخاب کرد. تعداد و جایگاه نقطه‌های برجسته نشانگر حرف است مثلاً حرف الفنقطه بالای سمت چپ برجسته می‌شود. منظور از برجسته هم سوراخ است. یعنی با سوراخ کردن مقوا (کاغذ ضخیم)، لامسه می‌تواند تشخیص دهد.
بنابراین روش شیخ زین‌الدین و روش بریل تشابه‌هایی دارند. مثلاً هر دو حرف را برجسته می‌کنند و هر دو با حس لامسه تشخیص می‌دهند اما این دو روش تفاوت‌هایی هم دارند: شیخ زین‌الدین خود حروف را می‌سازد و به صورت یک قطعه روی یک صفحه می‌چسباند ولی بریل، حروف را به نماد نقطه تبدیل کرده سپس نقطه را برجسته می‌کند.

صفدی در کتاب (به عربی: الهمیان فی نکت الهمیان) از چهارصد نابینا نام بُرده است. با مطالعه زندگی‌نامه اینان که در قرون اول تا هشتم قمری در جهان اسلام می‌زیسته‌اند، نکات و عبرت‌های فراوان به دست می‌آید.
همچنین با مطالعه زندگی‌نامه شیخ زین‌الدین این نکات قابل فهم است:
– تاریخ به ما می‌فهماند معلولان طبقه عقب مانده، گدا، متکدی و منزوی نبوده‌اند و این تلقی و فهم عمومی که گفته می‌شود معلولان در قرون گذشته بدبخت و عقب مانده بوده و به همین دلیل مردم تلاش می‌کردند از آن‌ها فاصله بگیرند یا آن‌ها را می‌کشتند، یا آن‌ها را زندانی می‌کردند، درست نیست.کتاب صفدی سند مهم تاریخی است که نشان می‌دهد معلولان همیشه، انسان‌های شریف بوده‌اند.
– معلولان دارای مشاغل عالی و اغلب فرهنگی مثل کتاب‌فروشی بوده‌اند.
– آنان دانشمندانی عالم، فقیه، معبّر و روان کاو، نیز مشهور به صفاتی مثل صالح، موثق، صدوق، متقی، دارای ورع، نزاهت، فضل و نیک اندیشی بوده‌اند.
– آنان در بین مردم مقبولیت و شهرت به کارهای خیر داشته‌اند.
– آنان با تلاش و کوشش، به پیشرفت فرهنگ جهانی کمک کرده‌اند، خط برجسته را اختراع کرده‌اند و ده‌ها اختراع دیگر.
بالاخره پژوهشگران باید بر اساس اسناد تاریخی، مجدداً مروری بر تاریخ معلولان داشته باشند و ذهنیت‌ها و داوری‌های عمومی را تصحیح نمایند.

1. 
2. 
3. 
4. 
5. 
6. 
7. 
8. 